# Oorlogsmonument Noordwijk
Het Oorlogsmonument in de Nederlandse plaats Noordwijk, provincie Zuid-Holland, is een monument ter nagedachtenis aan de slachtoffers van de Tweede Wereldoorlog.

## Beschrijving
Het monument bestaat uit een knielende vrouw, met haar blik omlaag gericht, op een sokkel van blokken. Door haar houding symboliseert het beeld de aanvaarding van het offer dat de oorlogsslachtoffers hebben gebracht. Het beeld is gemaakt door beeldhouwster Corinne Franzén-Heslenfeld, die daarbij werd geassisteerd door Wladimir de Vries. Op de sokkel de tekst

het offer der gevallenen 

worde het onze

Het ontblote bovenlijf van de vrouw leidde tot veel commotie in Noordwijk. Bij de onthulling op 15 november 1952 kwam de rooms-katholieke geestelijkheid niet opdagen, de hervormde en gereformeerde predikanten kwamen pas na de plechtigheid. Om problemen te voorkomen werd het monument enige tijd permanent bewaakt door de politie. 
Naast het monument staan nog twee kleinere monumenten, het 'Indië-monument' (2001) en het 'Joodse monument' (nr. 2) (2014).